# Сертуча-и-Охеда, Максимо
Максимо Сертуча-и-Охеда (исп. Máximo Zertucha y Ojeda; 18 ноября 1855 — 26 октября 1905) — кубинский врач, революционер, участник Войны за независимость Кубы.

## Биография
Родился в Гаване 18 ноября 1855 года, учился в средней школе в Институте среднего образования. В Национальном университете начал обучение на медицинском факультете, степень которого он подтвердил в Гаване в январе 1879 года. В первые дни его вручения Сертуча поселился в Гаване и вскоре после этого вернулся в Мелена-дель-Сур. До войны 1895 года он был в Центральной и Южной Америке.
Он познакомился с Масео в 1892 году, когда в качестве врача на пароходах трансатлантической компании во время одного из своих путешествий по Центральной Америке находился в Пуэрто-Лимон. Эти отношения привели к переходу Сертучи в сепаратизм, а также к его отказу от должности, которую он занимал в вышеупомянутой компании, чтобы остаться на Кубе. Примерно через год после начала Войны за независимость, то есть 4 февраля 1896 года, он присоединился к войскам Педро Диаса в Мелена-дель-Сур: 13 числа следующего месяца Антонио Масео назначил его начальником здравоохранения сил вторжения и включил в свой генеральный штаб. Он заменил доктора Фрексеса в личном секретариате генерал-лейтенанта и был его врачом, заменив доктора Эрнандеса. Он был последним из трех врачей, которые были у Масео.